# Łaguszów
Łaguszów dawniej też Łaguszew – wieś w Polsce położona w województwie mazowieckim, w powiecie zwoleńskim, w gminie Przyłęk. Ma status sołectwa.
| SIMC    | Nazwa       | Rodzaj                          |
| ------- | ----------- | ------------------------------- |
| 1058846 | Chamajdówka | część wsi                       |
| 1058964 | Górna Wieś  | część wsi                       |
| 1059113 | Kwandrówki  | część wsi (zniesiona w 2023 r.) |
| 1059509 | Stara Wieś  | część wsi                       |
| 1059640 | Wylągi      | część wsi                       |
| 1059739 | Zarzecze    | część wsi (zniesiona w 2023 r.) |

Wieś w powiecie radomskim w województwie sandomierskim w XVI wieku była własnością kasztelana lubelskiego Andrzeja Firleja. W latach 1975–1998 miejscowość administracyjnie należała do województwa radomskiego.
Wierni Kościoła rzymskokatolickiego należą do parafii św. Floriana w Łagowie Kozienickim.